# Choqueuse-les-Bénards
Choqueuse-les-Bénards is een gemeente in het Franse departement Oise (regio Hauts-de-France) en telt 104 inwoners (2009). De plaats maakt deel uit van het arrondissement Beauvais.

## Geografie
De oppervlakte van Choqueuse-les-Bénards bedraagt 4,1 km², de bevolkingsdichtheid is dus 25,4 inwoners per km².
De onderstaande kaart toont de ligging van Choqueuse-les-Bénards met de belangrijkste infrastructuur en aangrenzende gemeenten.

## Demografie
Onderstaande figuur toont het verloop van het inwonertal (bron: INSEE-tellingen).